# Beleña de Sorbe
Beleña de Sorbe es una localidad española del municipio de Cogolludo, perteneciente a la provincia de Guadalajara, en la comunidad autónoma de Castilla-La Mancha. Está situada a orillas del río Sorbe y bajo el embalse de Beleña.

## Historia

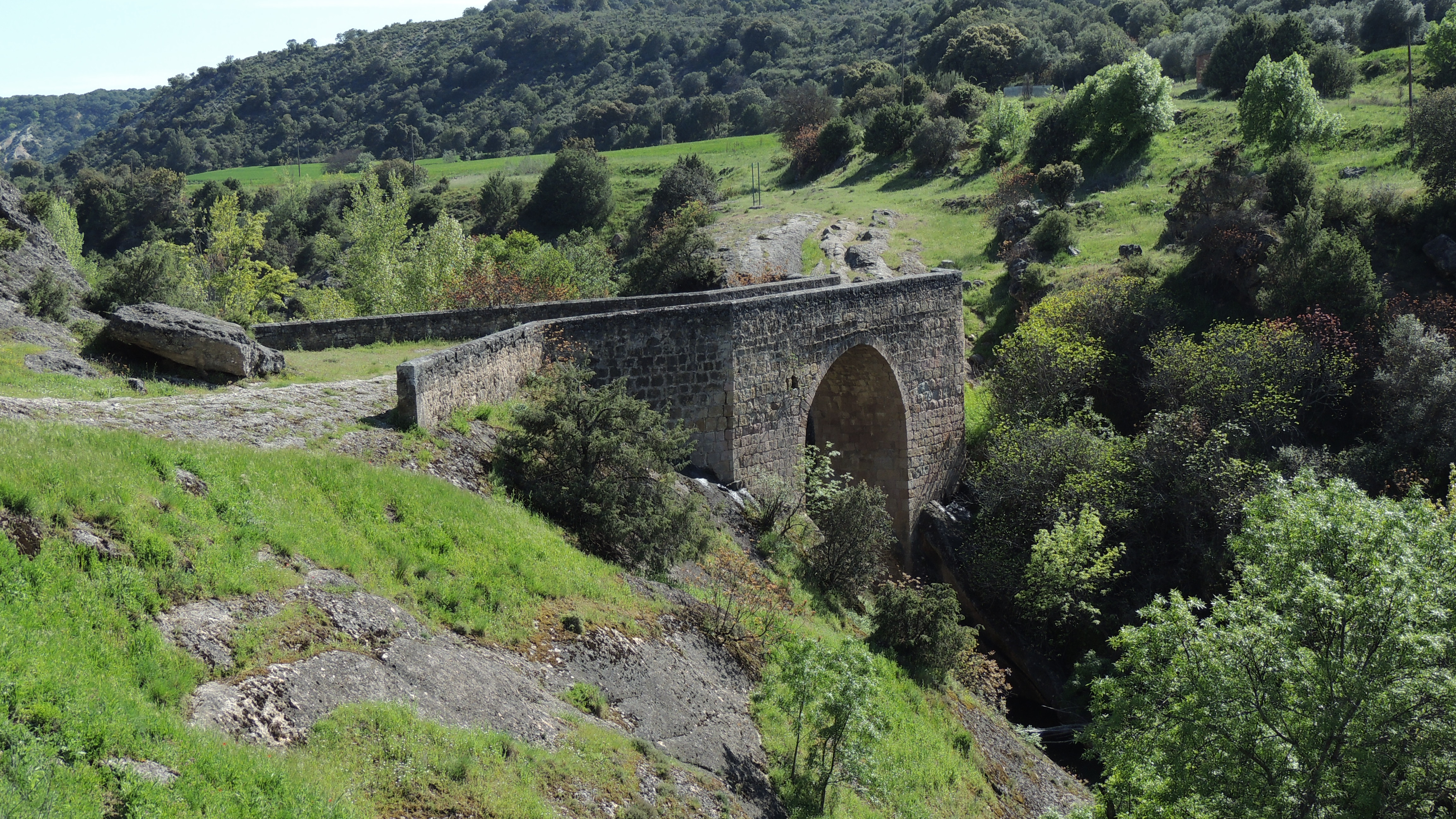
Puente sobre el río Sorbe

De origen árabe y estilo típicamente medieval, conserva castillo, iglesia  románica, puente andalusí y fuentes. Construida sobre las peñas que miran al río Sorbe, su desnivel le otorga una situación estratégica apropiada para la defensa del paso de la sierra de Ayllón a la Campiña de Guadalajara. Se tiene constancia documental de Beleña desde el siglo XII, en una bula del papa Honorio II de 1127 al arzobispo de Toledo.
En el siglo XII el rey Alfonso VIII crea el Señorío de Beleña, que incluía Aleas, Beleña, La Mierla, Montarrón, Muriel, Puebla de Beleña, Sacedoncillo y Torrebeleña, y lo otorga a Martín González. El marqués de Santillana la conquista y pasa a la familia Mendoza, a quien pertenece hasta el siglo XIX. 
Hacia mediados del siglo XIX, el lugar tenía contabilizada una población de 150 habitantes. La localidad aparece descrita en el cuarto volumen del Diccionario geográfico-estadístico-histórico de España y sus posesiones de Ultramar de Pascual Madoz de la siguiente manera:

BELEÑA: v. con ayunt. de la prov. de Guadalajara (5 leg.), part. jud. de Cogolludo (2), dioc. de Toledo (26), aud. terr. de Madrid (14), c. g. de Castilla la Nueva: sit. en la pendiente de una colina y combatida del viento E., goza de clima templado y se padecen dolores de costado y tercianas. Tiene 40 casas inclusa la consistorial, escuela de primera educacion dotada con 500 rs., á la que asisten 15 niños, una fuente para el uso de los vec., igl. parr. dedicada á San Miguel, á la que está aneja la del inmediato l. de Puebla de Beleña, y en los afueras una ermita titulada de la Soledad, 2 fuentes, de las cuales la una denominada de Santa Olalla, está cercada de pared bastante ant.; sus aguas son ferruginosas, y diuréticas y muy útiles para el dolor de estómago: se conocen tambien restos de la ant. muralla que defendia la pobl. y del cast. que la dominaba, que denotan su antigüedad y fort. Confina el térm. por N. con el de Muriel; E. Aleas; S. Torre y Puebla de Beleña; O. la Mierla á dist. de 1/4 á 1/2 leg. por todos los puntos y comprende 515 fan. de tierra de labor, 2 montes bien poblados, uno al N. y otro al SO. y lo demas de riscos y asperezas; le baña el r. Sorbe que pasa á 100 pasos de la pobl. donde tiene un puente de un arco, y desemboca en el Henares, térm. de Humanes: el terreno es de mediana calidad: los caminos son sendas que conducen á los pueblos inmediatos: el correo se recibe en Cogolludo por los mismos interesados: prod.: trigo, vino y aceite, se mantiene algun ganado cabrio, lanar y vacuno, y se cria mucha caza mayor y menor, y abundante pesca de truchas, anguilas, barbos y bogas en el r.: ind.: un molino harinero: pobl.: 40 vec., 150 alm.: cap. prod.: 1.652,200 rs.: imp.: 58,700: contr.: 2,674 rs. 16 mrs.: presupuesto municipal 2,000, del que se pagan 400 al secretario por su dotacion y se cubre con las rentas del caudal de propios y repartimiento vecinal.
(Madoz, 1846, p. 127)

Hasta la reforma de la nomenclatura municipal de 1916 el municipio se llamaba simplemente Beleña. En dicha fecha su nombre fue modificado por el de Beleña de Sorbe. La Guerra Civil (el frente estuvo dos años en el Sorbe) y el desarrollismo de los años 1960 la llevó al borde de la desaparición.
El municipio de Beleña desapareció en 1970, al ser incorporado junto con el de Aleas al término municipal de Cogolludo. El progreso económico de los años 1990 y 2000 permitió que algunos hijos de la tierra volvieran y establecieran allí una segunda residencia.

## Demografía
| Gráfica de evolución demográfica de Beleña de Sorbe entre 1842 y 1960 |
| |
| Población de derecho según los censos de población del INE Población de hecho según los censos de población del INEEntre el censo de 1970 y el anterior, este municipio desaparece porque se integra en el municipio Cogolludo |

## Patrimonio

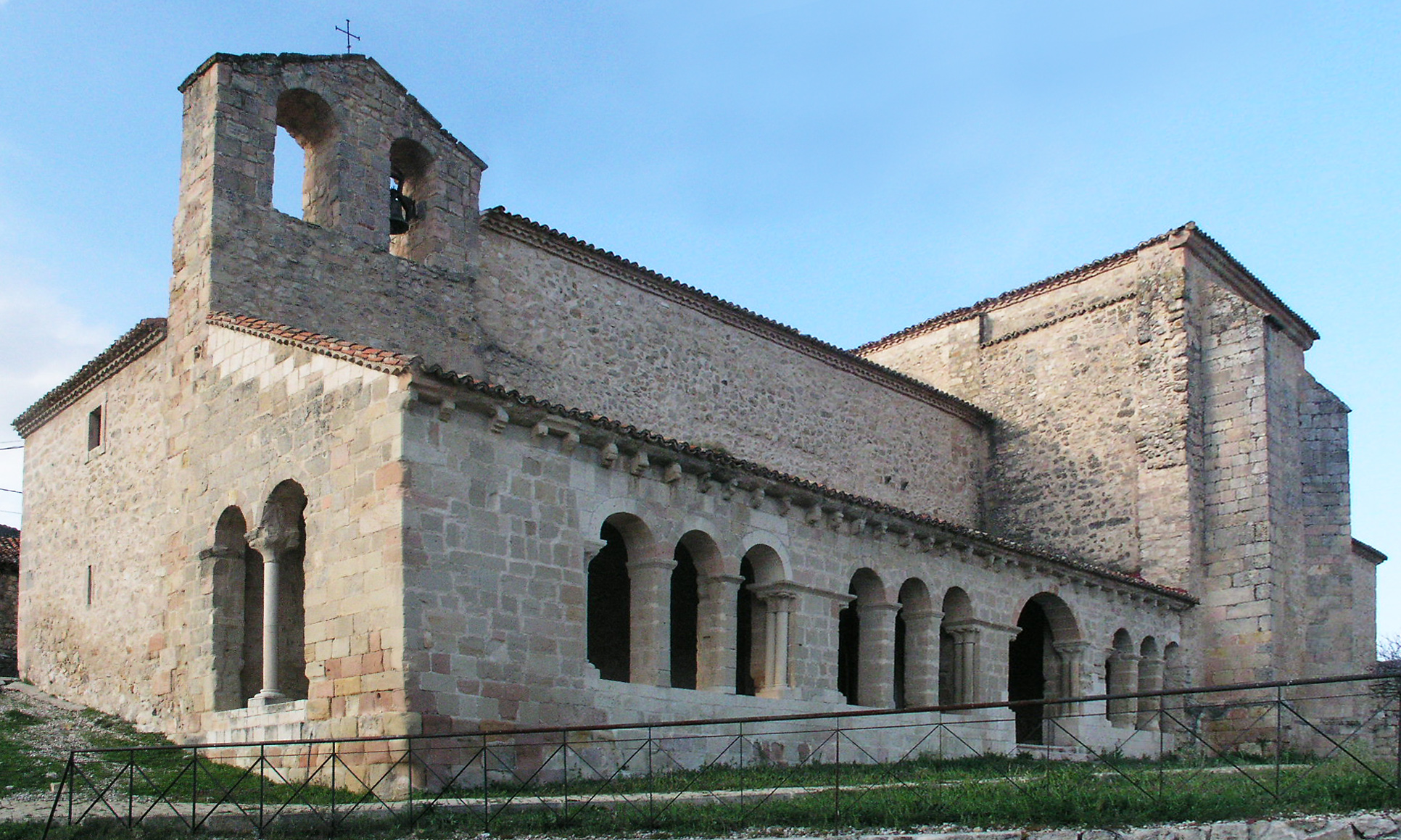
Iglesia de San Miguel

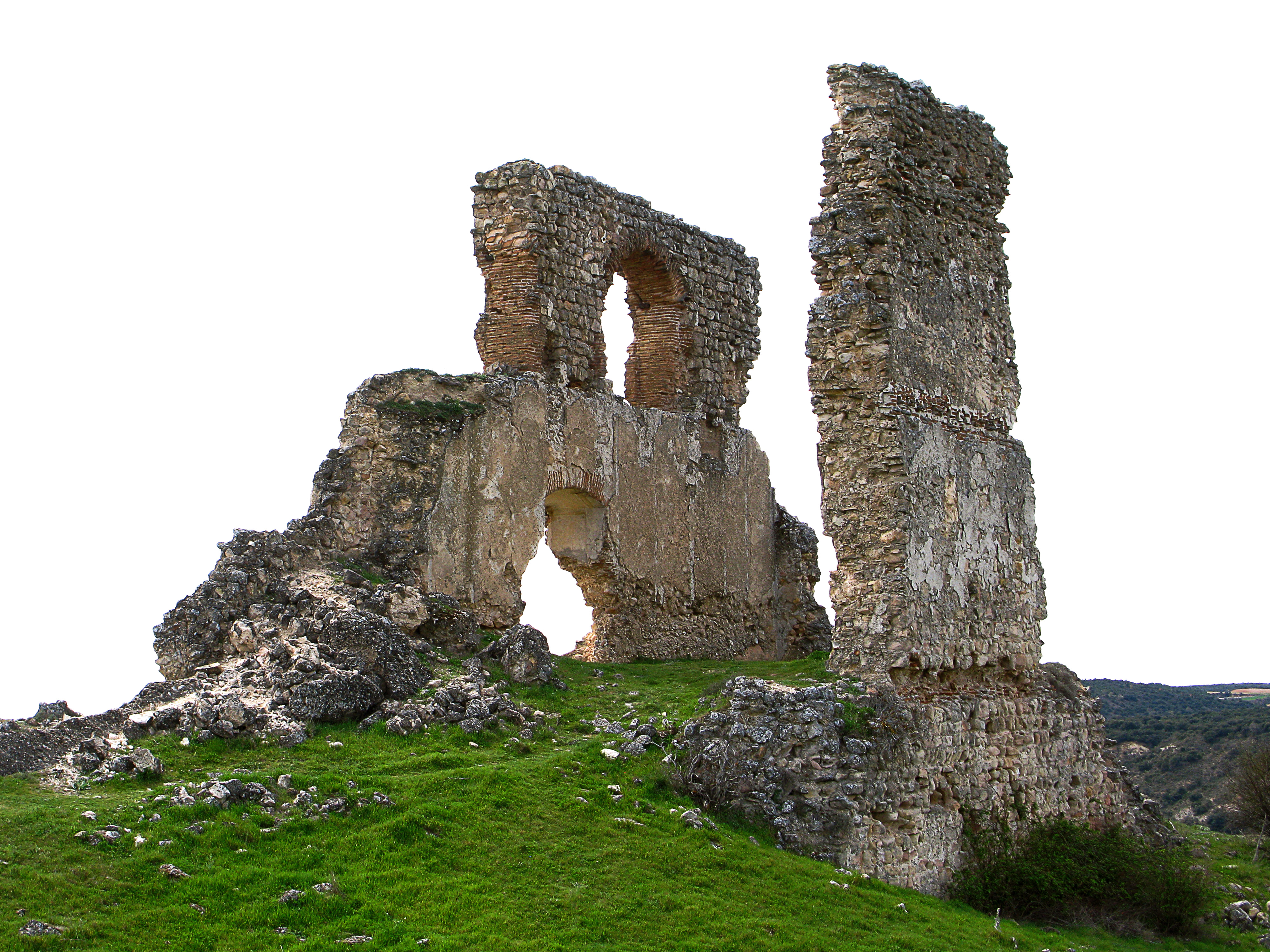
Castillo de Beleña de Sorbe

En el municipio se encuentran la iglesia de San Miguel, el castillo de Doña Urraca o del Molinán y un puente sobre el río Sorbe.